# Trichocline dealbata
Trichocline dealbata là một loài thực vật có hoa trong họ Cúc. Loài này được (Hook. & Arn.) Benth. & Hook.f. ex Griseb. miêu tả khoa học đầu tiên năm 1879.